# Хопкинс, Франсис Анна
Франсис Анна Хопкинс (англ. Frances Anne Hopkins; 2 февраля 1838 — 5 марта 1919) — канадская художница, дочь Фредерика Уильяма Бичи.

## Биография
Родилась 2 февраля 1838 года в городе Лондоне. Выросла в семье высшего класса, в её семье было много художников и арктических исследователей. Дочь Фредерика Уильяма Бичи, гидрографа и контр-адмирала Королевского флота. Её тетя, известная как Леди Бичи, была миниатюристкой. Её дед сэр Уильям Бичи также был художником-портретистом и членом Королевской Академии Искусств. Предполагают, что первые уроки рисования Анна получала дома.
В 1858 году вышла замуж за Эдварда Хопкинса, служащего Компании Гудзонова залива, чья работа привела её в Северную Америку. Вместе с мужем много путешествовала в каноэ вдоль самых важных маршрутов пушного промысла. Во время путешествий сделала множество эскизов и таким образом записала этот момент канадской истории.
Самые известные работы — несколько полотен, сделанных на основе эскизов. На них изображены вояжёры на каноэ, а также она и её муж на вёслах.
Вернулась в Англию в 1870 году и прожила там до самой смерти. Франсис Анна Хопкинс умерла 5 марта 1919 года в родном городе.
Многие из её работ являются частью коллекции Библиотеки и Архива Канады. В 1988 году была издана почтовая марка с репродукцией одной из её картин и портретом художницы.
Томас Шульце написал богато иллюстрированную и аннотированную книгу работ Хопкинс, которая была опубликована издательством Penumbra Press весной 2008 года.

## Галерея

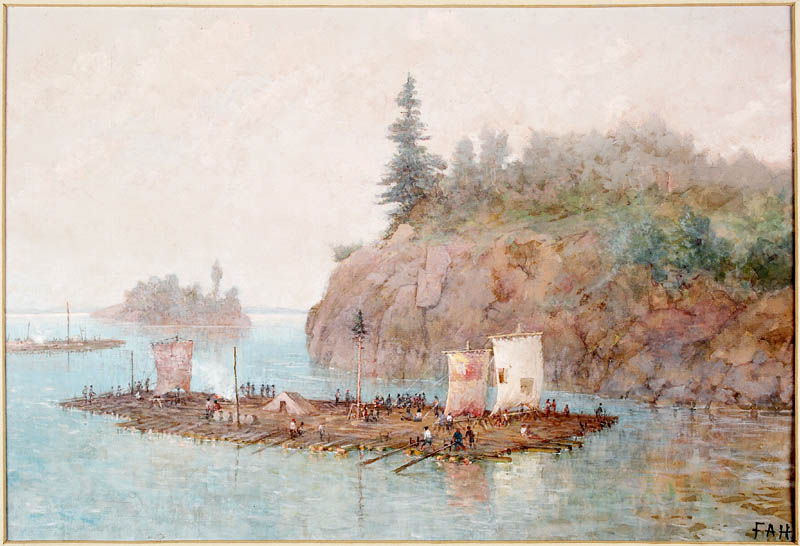
Плот Энтони Хопкинса на Онтарио, 1868.
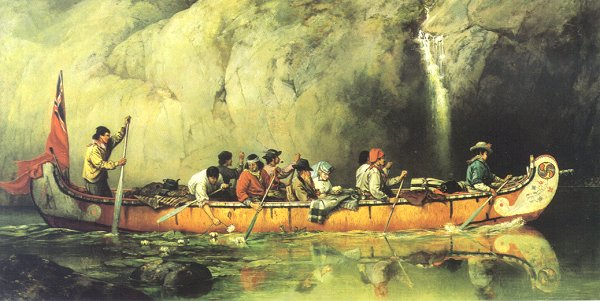
Вояжёры в каноэ преодолевают водопад (Онтарио), 1869.
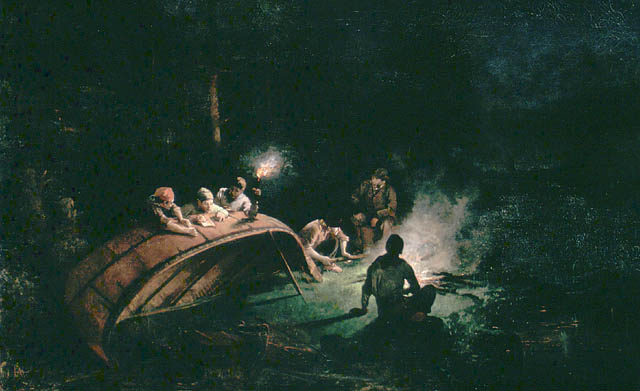
Вояжёры на ночлеге, 1870.
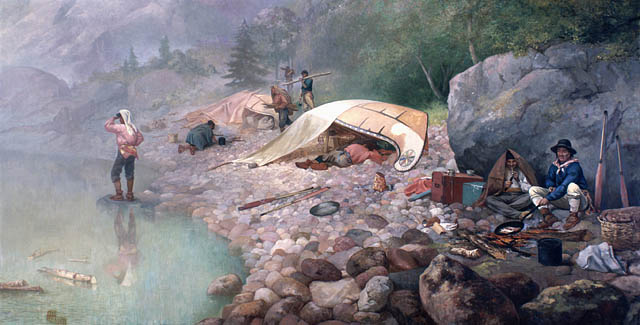
Вояжёры на рассвете, 1871.
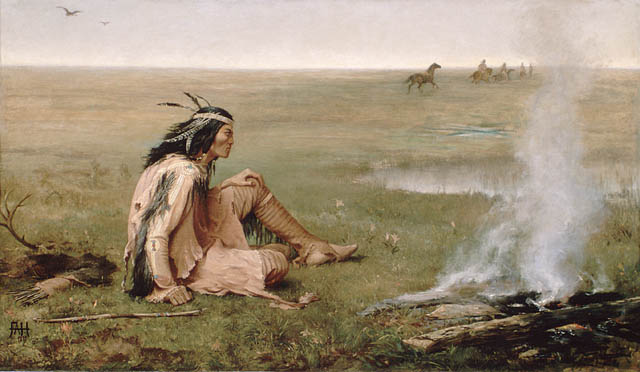
Больной индеец, оставленный в прерии на смерть своими соплеменниками, 1872.
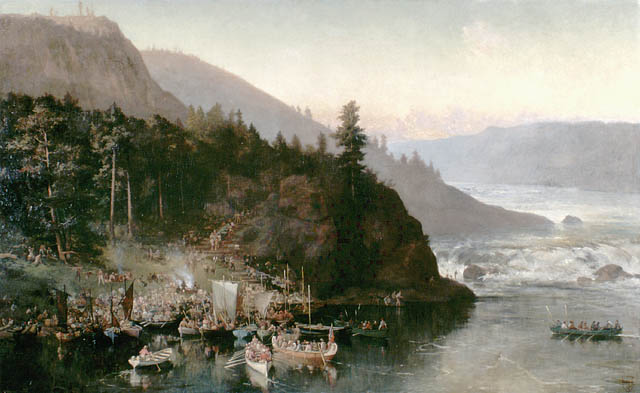
Экспедиция Уолсли к Ред-Ривер против восставших метисов, остановившаяся у водопада Какабека, 1877
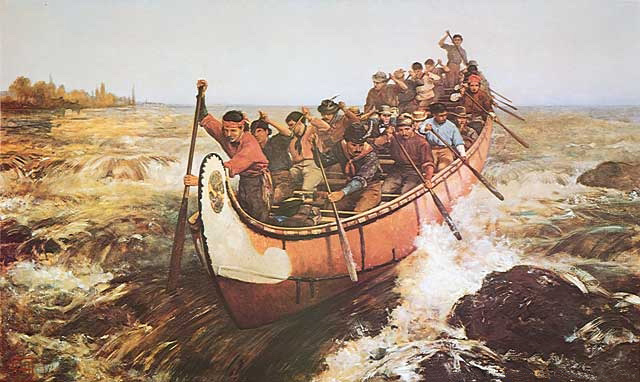
Преодолевая быстрины, 1879.
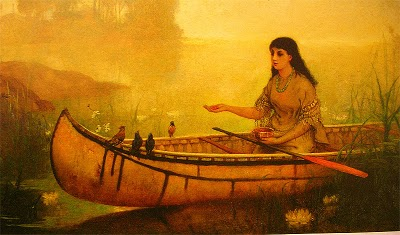
Миннегага, персонаж «Песни о Гайавате», кормящая птиц, 1880.